# Trzmielec górski
Trzmielec górski, trzmielec drzewny (Bombus norvegicus) – gatunek pszczoły z rodziny pszczołowatych (Apidae).
Podobnie jak inni przedstawiciele rodzaju, trzmielec górski jest pasożytem społecznym. Samice nie budują własnych gniazd, ale przejmują gniazda trzmiela drzewnego i zajmują w nich miejsce królowej. 
Samica trzmielca górskiego jest czarno owłosiona, z przodu tułowia ma żółtą przepaskę, zakończenie odwłoka jest biało-rude. Brak jej koszyczków do zbierania pyłku na tylnych odnóżach, a jej skrzydła są ciemniejsze niż skrzydła samic trzmieli. Samce są podobne do samic, z tym że zakończenie ich odwłoka może być biało-rude lub niemal całkowicie rude. 
Trzmielec górski jest w Polsce rzadko spotykany.

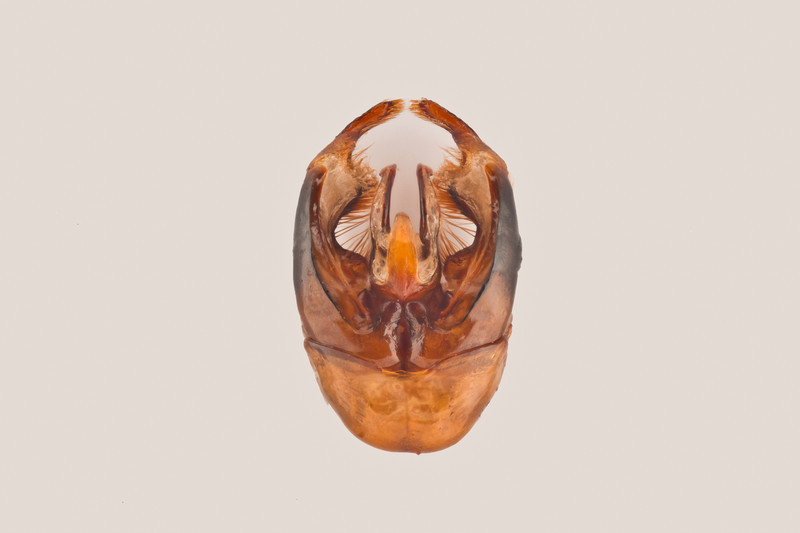
Aparat kopulacyjny samca
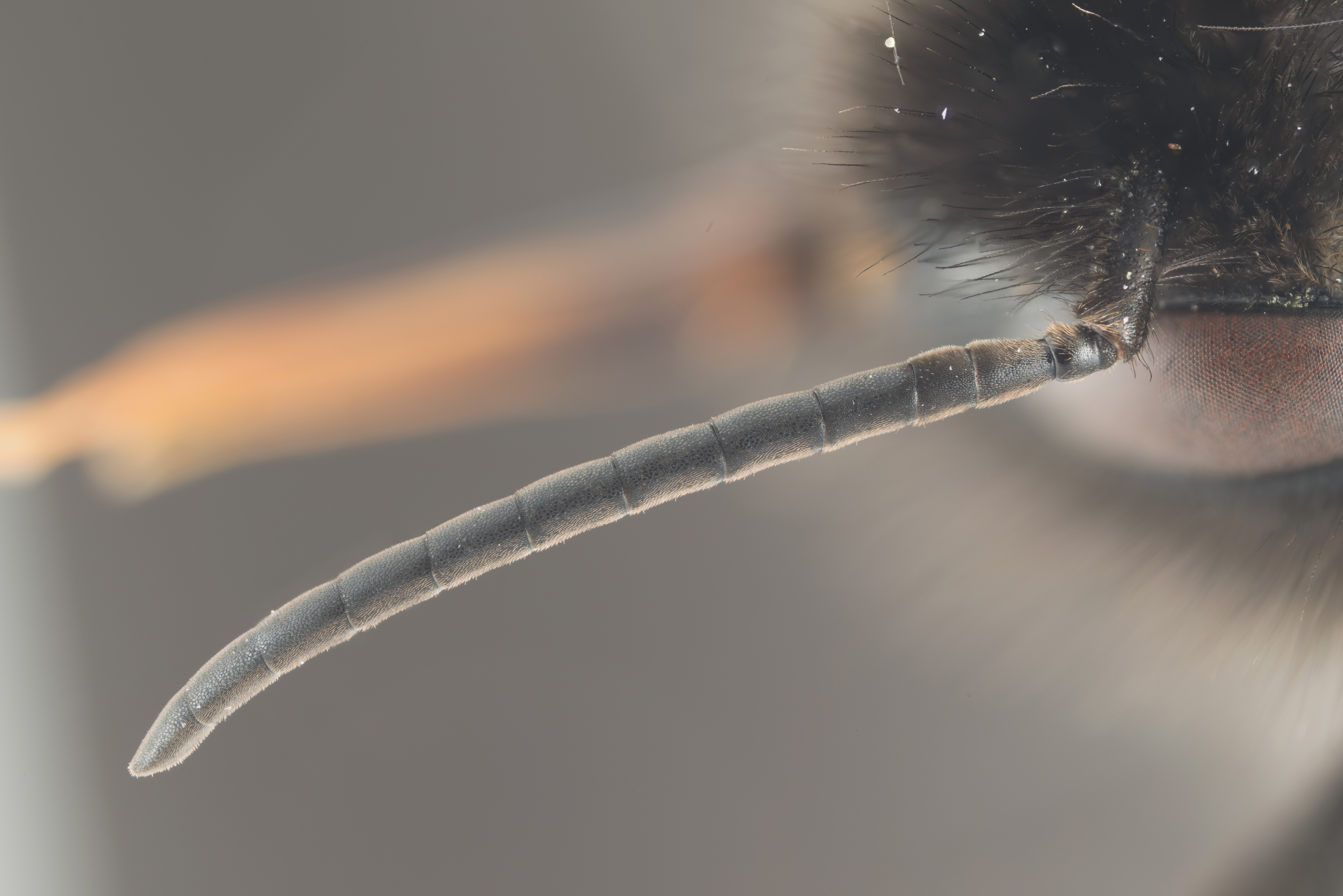
Zbliżenie na czułek samca
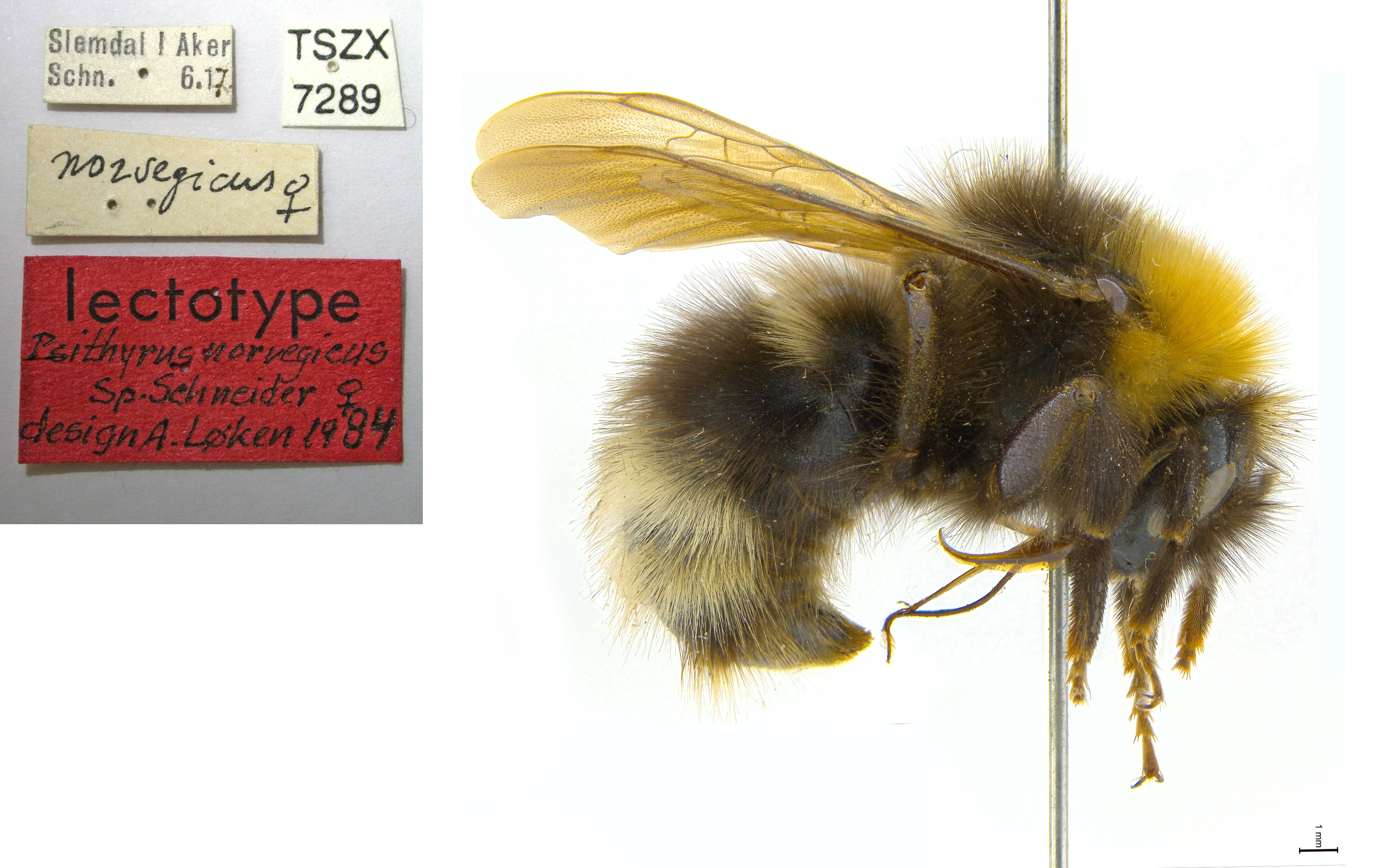
Spreparowana samica